# Knoptorenkerk
De Knoptorenkerk of Nederlands Hervormde Kerk is een kerkgebouw in Sint-Oedenrode in de gemeente Meierijstad in de Nederlandse provincie Noord-Brabant. De kerk staat in de wijk Eerschot aan de Kerkdijk-Noord aan een rivierarm van de Dommel.

## Geschiedenis
Waarschijnlijk omstreeks het jaar 1000 bouwde men hier een stenen kerk. Deze was gewijd aan Sint-Maarten. 
In 1425 werd er hier een gotische kerk met kerktoren gebouwd. De kerk bestond naast de kerktoren uit een driebeukig schip met zes traveeën in basilicale opstand en een koor met drie traveeën en een driezijdige koorsluiting.
Tot 5 juni 1648 was het een katholieke kerk, maar toen ging ze over naar de hervormden.
In 1583 werd ze door Spaanse troepen in brand gestoken. In 1608 begon men met de herstelwerkzaamheden: de kerktoren kreeg een koperen knop, vandaar de nam Knoptoren.
Op 9 november 1800 kwam de knop van de toren tijdens een zware storm naar beneden. In 1801 werd de toren hersteld door op de afgeknotte spits een lantaarn te plaatsen.
Rond 1805/1807 werden het koor en het schip van het gotische kerkgebouw gesloopt en in 1808-1809 het huidige kerkgebouw tegen de Knoptoren gebouwd op de grondvesten van het middenschip van de 15e-eeuwse kerk. Op 26 november 1809 nam men het nieuwe kerkgebouw in gebruik.

## Opbouw
Het huidige georiënteerde kerkgebouw bestaat uit de Knoptoren in het westen, met daar tegenaan een eenbeukig schip] met drie traveeën en een driezijdige koorsluiting.